# Marcipalina albescens
Marcipalina albescens là một loài bướm đêm trong họ Erebidae.